# Miles Davis

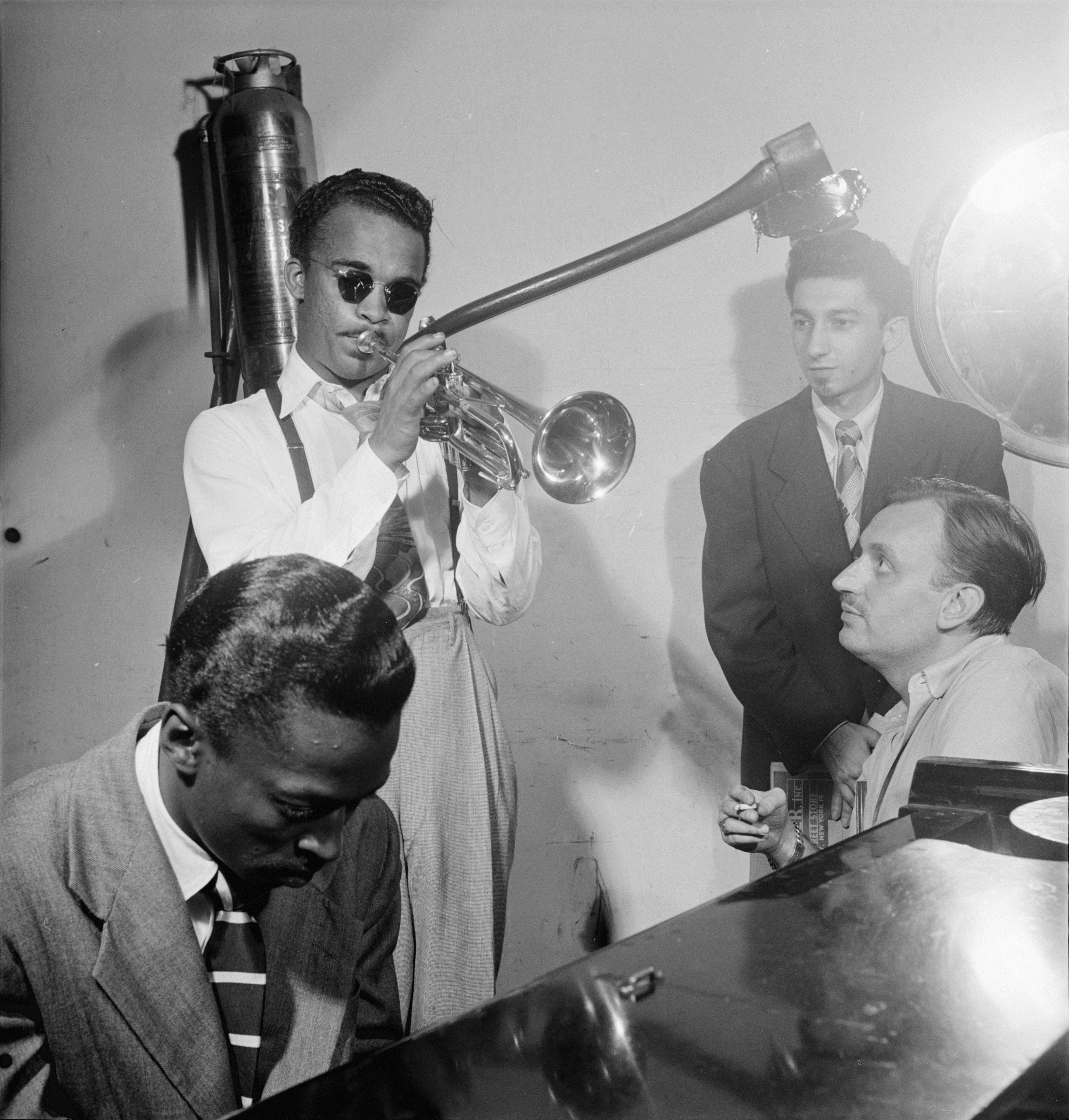
Miles Davis med Howard McGhee och Brick Fleagle 1947

Miles Davis, Miles Dewey Davis III,  född  26 maj 1926 i Alton, Illinois, död 28 september 1991 i Santa Monica, Los Angeles, Kalifornien, var en amerikansk jazzmusiker, kompositör och orkesterledare.
Miles Davis var en av 1900-talets allra största musiker och stilbildare. Han började sin bana hos Charlie Parker under bebopens storhetstid och spelade sen en avgörande roll både för utvecklingen av 1950-talets kammarmusikaliska jazz, modal jazz (till exempel albumet Kind of Blue 1959) och för jazzrocken och fusionvågen under det tidiga 1970-talet. Han hade även ett mycket uppmärksammat samarbete med storbandsledaren Gil Evans i slutet av femtiotalet. Ytterst få jazzmusiker har väckt så mycket respekt och intresse utanför jazzen som han.

## Biografi
Davis var son till tandläkaren Miles Dewey Davis Jr och musikläraren Cleota Mae och växte upp i St. Louis, Missouri. Modern ville att den unge Miles skulle börja spela fiol, men fadern gav honom en trumpet när han var i tolv-trettonårsåldern. När han var sexton började han få sporadiska spelningar även utanför St. Louis, och vid arton års ålder fick han tillfälle att spela med några av bebop-genrens förgrundsfigurer som Dizzy Gillespie och Charlie Parker, vilket ledde till att han flyttade till New York. Där studerade han vid Juilliard School, samtidigt som han försökte etablera sig på jazzklubbarna och fick åter kontakt med Parker, varefter alla planer på vidare akademisk utbildning lades på hyllan.
Under 1940-talets mitt började han spela in med Parker, men lämnade sedermera hans grupp efter samarbetssvårigheter. 1948 träffade han arrangören Gil Evans, vilket ledde till att han bildade en grupp med bland andra Gerry Mulligan och Max Roach som framförde nonettkompositioner. Från 1949-1950 spelade de in ett antal 78-varvare för Capitol Records, som 1957 samlades ihop för albumet Birth of the Cool, ett album som kom att namnge begreppet cool jazz.
1950-talets början var en svår tid för Davis då han brottades med ett heroinberoende, något han blev fri från 1954. Under perioden spelade han även in ett antal LP-album för Prestige Records i olika gruppkonstellationer. Bland de närmaste musikerna under denna period kan Sonny Rollins och Art Blakey nämnas. Albumet Walkin'  anses ibland vara bland de tidigaste som kan klassas som hardbop, en jazzstil som bröt med bebopen genom sin mer bluesbaserade ljudbild. 1955 gjorde Davis en operation på struphuvudet och ombads att inte tala högt i en period på 10 dagar. Efter att han kommit i bråk med en person höjde han sin röst, vilket ledde till att hans stämband skadades för resten av hans liv, och han fick en karaktäristiskt "raspig" röst. Samma år uppträdde han på Newport Jazz Festival.
Efter festivaluppträdandet bildade han en kvintett med John Coltrane (saxofon), Red Garland (piano), Paul Chambers (bas) och Philly Joe Jones (trummor). Alla var innan dess tämligen okända musiker. De albumdebuterade på Davis nya bolag Columbia Records med albumet Round About Midnight. Han blev dock tvungen att spela in ett par album till för sitt tidigare bolag Prestige Records som under resten av 1950-talet släppte inspelningarna på ett antal LP-skivor. 1957 splittrades kvintetten för att återbildas som sextett 1958 med Cannonball Adderley som ny medlem. De spelade in albumet Milestones, där titelspåret kan ses som början på Davis modalperiod åren kring 1960, men det var fortfarande tydligt präglat av hardbop. Under slutet av 1950-talet spelade Davis också in ett antal album med Gil Evans som storbandsarrangör. Bland dessa kan nämnas Miles Ahead och Porgy and Bess. Albumet Sketches of Spain bestod av spanska kompositioner och lanserades 1959. I mars och april det året spelade Davis in vad som kommit att klassas som hans mästerverk, Kind of Blue. Jimmy Cobb var ny trummis inför albumet, men annars var musikerna i stort sett samma som Davis tidigare sextett. Enligt RIAA är albumet det bäst säljande jazzalbumet, alla kategorier. 1961 spelade John Coltrane för sista gången med Miles Davis på albumet Someday My Prince Will Come, och 1963 försvann ytterligare några av Davis långvariga bandmedlemmar, Chambers och Cobb.
1965 bildade Davis sin andra kvintett med bland andra Wayne Shorter och Herbie Hancock. Gruppens första album E.S.P. lanserades 1965. Gruppen släppte under 1960-talets andra hälft ett antal album som ofta var improvisationsbaserade och bestod av egna gruppkompositioner. De senare av dessa album, Miles in the Sky och Filles de Kilimanjaro inledde en ny era för Davis då det var första gången elektroniska instrument användes på hans album, samtidigt som den ursprungliga andra kvintetten började upplösas. Genom sin andra fru Betty Davis kom han i kontakt med rock och funkmusiker som Jimi Hendrix och Sly Stone och det påverkade hans musik.
1969 släppte han albumen In a Silent Way och Bitches Brew som båda anses ha inlett Miles Davis jazzfusionperiod. Särskilt det sistnämnda albumet blev en vattendelare mellan Davis tidigare musik och den han kom att släppa under resten av 1970-talet. Skivan blev också en av Davis största kommersiella framgångar, med en för ett jazzalbum hög placering på Billboard 200-listan. Elgitarristen John McLaughlin satte sin prägel på dessa album. När albumet Live-Evil lanserades var Davis grupp tydligt funkinspirerad, och han använde bland annat wah-wah på sin trumpet. 1972 släpptes ett av hans mest omdebatterade album, On the Corner. Skivan var betydligt mer inriktad på funkiga upprepade rytmpartier än på Davis trumpetspel.
1974 efter albumet Get Up with It slutade Miles Davis spela in musik under en period av sex år. Han gjorde comeback 1980 med skivan The Man with the Horn. När albumet Tutu lanserades 1986 hade han lämnat sitt långvariga skivbolag Columbia för Warner Bros. Records. Hans självbiografi Miles: the autobiography (skriven med hjälp av Quincy Troupe) utkom på engelska 1989 och i svensk översättning av Hans Berggren som Miles: självbiografin 1990.
Hans sista studioalbum Doo-Bop från 1992 blev aldrig helt färdiginspelat men har en tydlig prägel av hiphop och acid jazz. Miles Davis invaldes postumt i Rock and Roll Hall of Fame år 2006.

## Grupper

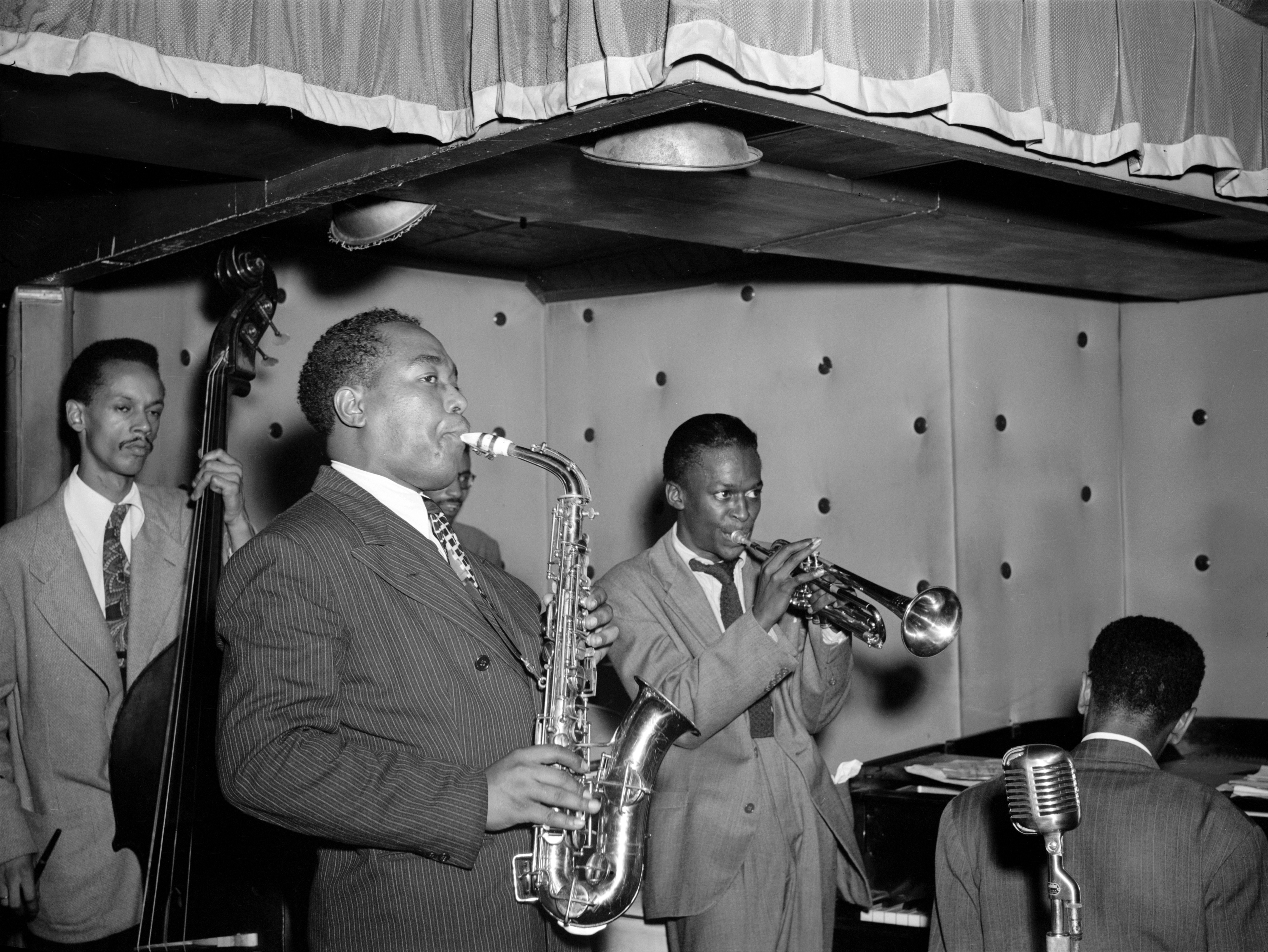
Miles Davis med bland andra Charlie Parker och Max Roach 1947.

Miles Davis ledde från 1949 och framåt en imponerande mängd grupper med olika konstellationer och medlemmar och kan sägas ha upptäckt många betydelsefulla musiker och stilbildare. Två av hans grupper står ut som klara milstolpar i jazzhistorien, de så kallade ”superkvintetterna”.
Den första med:
- John Coltrane – tenorsax
- Paul Chambers – bas
- Red Garland – piano
- Philly Joe Jones – trummor

Den andra med:
- Wayne Shorter – tenorsax
- Herbie Hancock – piano
- Ron Carter – bas
- Tony Williams – trummor

Övriga musiker (i urval)

- Cannonball Adderley – altsax
- Victor Feldman – piano
- Sam Rivers – sax
- Buster Williams – bas
- George Benson – gitarr
- Chick Corea – piano/elpiano
- Dave Holland – bas
- Jack DeJohnette – trummor
- Joe Zawinul – piano/orgel
- Bennie Maupin – träblås
- Airto Moreira – slagverk
- Keith Jarrett – piano/elpiano/orgel
- Michael Henderson – elbas
- James "Mtume" Foreman – slagverk
- Hermeto Pascoal – sång
- Al Foster – trummor
- John McLaughlin – gitarr
- Gary Bartz – sax
- Carlos Garnett – sax
- Sonny Fortune – sax
- Steve Grossman – sax
- Marcus Miller – bas/träblås/synthesizer
- Mike Stern – gitarr
- John Scofield – gitarr
- Kenny Garrett – sax
- Darryl Jones – bas
- Ricky Wellman – trummor
- Branford Marsalis – sax
- Sting – sång

## Citat
I en tv-intervju på äldre dagar kommenterade Davis sina första år i New York då han snabbt blev uppmärksammad och hyllad av kritiker men inte fick särskilt många speltillfällen med de bistra orden ”You can't eat a Winner's plaque”.

## Utmärkelser
Asteroiden 5892 Milesdavis är uppkallad efter honom.

## Diskografi, urval
Studioalbum efter skivbolag:
Capitol Records

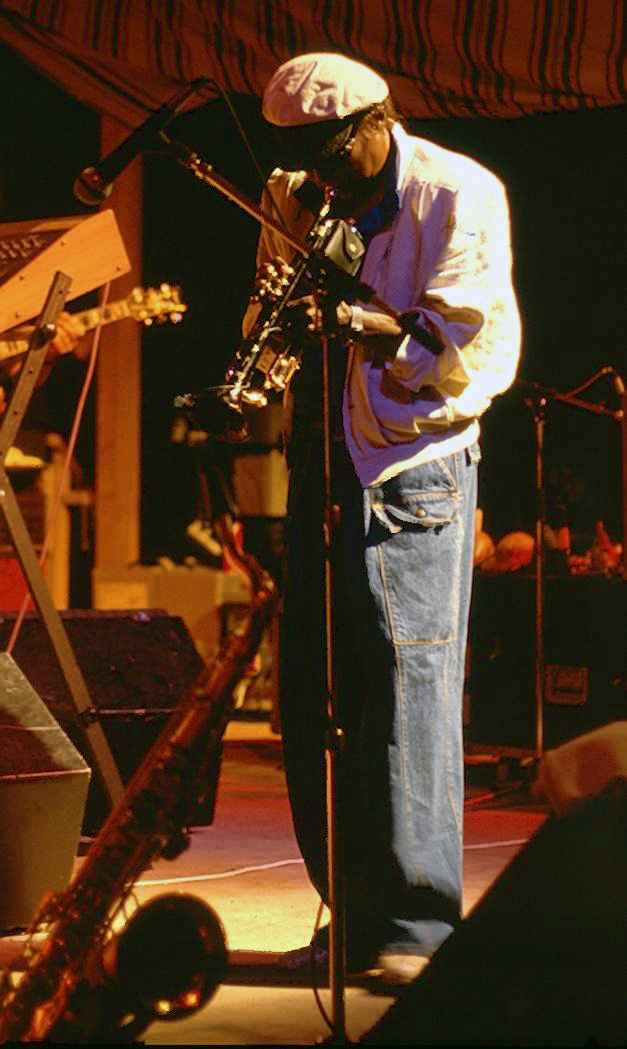
Miles Davis 1984

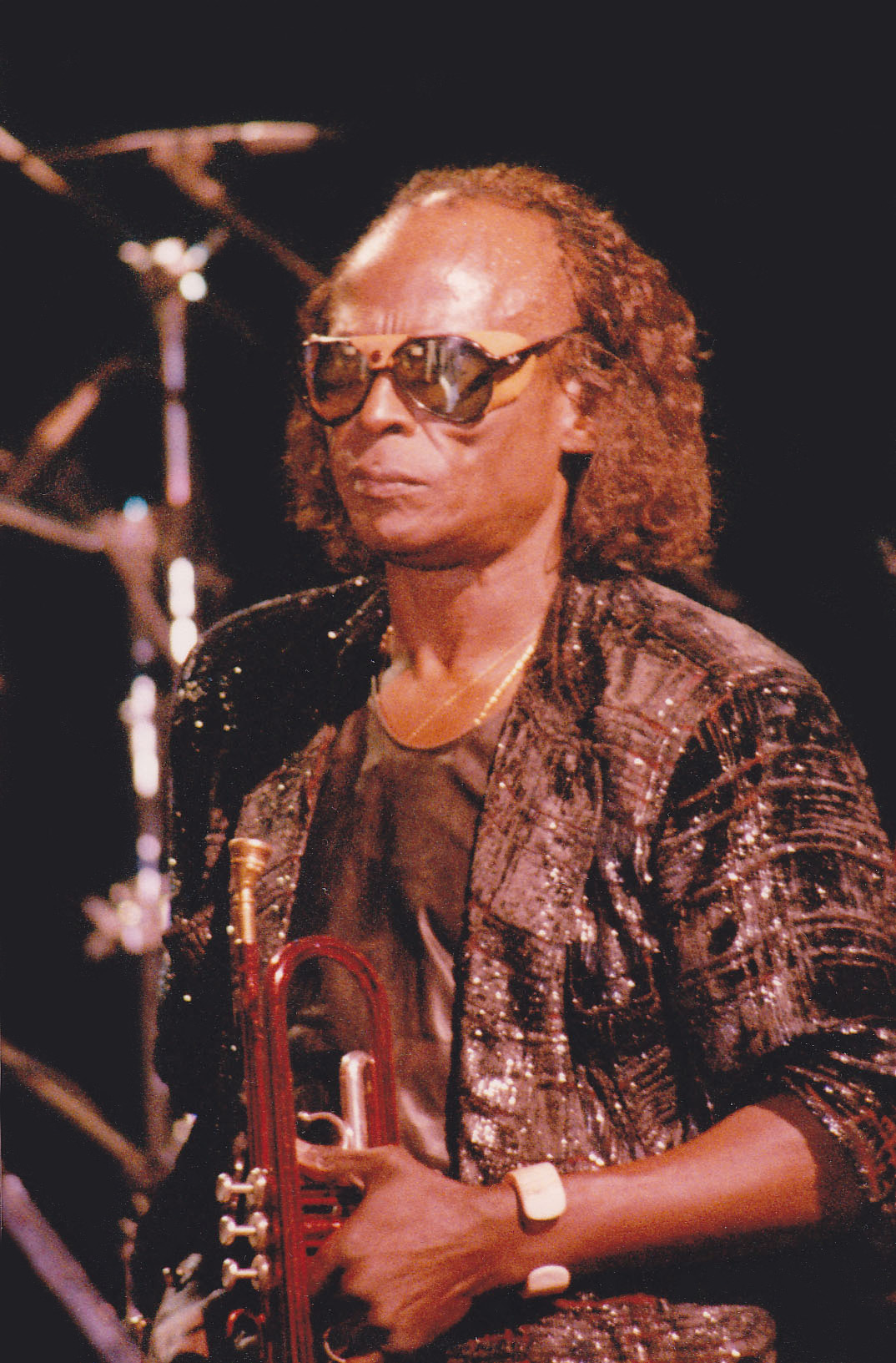
Miles Davis i Strasbourg 1987

- 1957 – Birth of the Cool (inspelat 1949-1950, postum LP-utgåva)

Prestige Records

- 1951 – Blue Period
- 1951 – Dig
- 1954 – Blue Haze
- 1954 – Walkin'
- 1955 – Miles Davis and Horns
- 1955 – Musings of Miles
- 1955 – Blue Moods
- 1955 – Quintet/Sextett
- 1956 – Miles: The New Miles Davis Quintet
- 1956 – Collectors' Items
- 1957 – Bags' Groove
- 1957 – Cookin'
- 1958 – Relaxin'
- 1959 – Workin'
- 1961 – Steamin'

Columbia Records

- 1957 – 'Round About Midnight
- 1957 – Miles Ahead
- 1958 – Milestones
- 1958 – Porgy and Bess
- 1958 – 1958 Miles
- 1959 – Kind of Blue
- 1960 – Sketches of Spain
- 1961 – Someday My Prince Will Come
- 1963 – Quiet Nights (med Gil Evans)
- 1963 – Seven Steps to Heaven
- 1965 – E.S.P.
- 1967 – Miles Smiles
- 1967 – Sorcerer
- 1968 – Nefertiti
- 1968 – Miles in the Sky
- 1969 – Filles de Kilimanjaro
- 1969 – In a Silent Way
- 1970 – Bitches Brew
- 1971 – A Tribute to Jack Johnson (även känt under kortare titeln Jack Johnson)
- 1971 – Live-Evil (halva albumet liveinspelat)
- 1972 – On the Corner
- 1974 – Big Fun
- 1974 – Get Up with It
- 1976 – Water Babies (outtakes-album)
- 1981 – The Man with the Horn
- 1983 – Star People
- 1984 – Decoy
- 1985 – You're Under Arrest

Warner Bros.

- 1986 – Tutu
- 1987 – Music from Siesta (soundtrack)
- 1989 – Amandla
- 1989 – Aura
- 1991 – Dingo (soundtrack)
- 1992 – Doo-Bop

Livealbum, samlingsalbum, och övriga utgåvor:

- 1957 – The Complete Amsterdam Concert
- 1958 – Miles Davis and the Modern Jazz Giants
- 1958 – At Newport 1958
- 1958 – Miles & Coltrane
- 1960 – Copenhagen 1960
- 1960 – Live in Zurich 1960
- 1960 – Free Trade Hall, Vol. 1
- 1960 – Free Trade Hall, Vol. 2
- 1961 – In Person Friday Night at the Blackhawk, Vol. 1
- 1961 – In Person Friday Night at the Blackhawk, Vol. 2
- 1961 – At Carnegie Hall
- 1961 – Live Miles: More Music from the Legendary Carnegie Hall Concert
- 1963 – Live in Europe
- 1964 – Miles in Tokyo
- 1965 – Miles in Berlin
- 1965 – My Funny Valentine
- 1965 – Miles at the Plugged Nickel
- 1966 – Four & More
- 1966 – Gingerbread Boy, At Portland State College
- 1967 – His Greatest Concert Ever
- 1970 – Miles Davis at Fillmore: Live at the Fillmore East
- 1971 – Berlin and Beyond
- 1973 – In Concert: Live at Philharmonic Hall
- 1973 – Jazz at the Plaza
- 1975 – New York Bottom Line 1975
- 1975 – Pangaea
- 1976 – Agartha
- 1977 – Dark Magus
- 1977 – Black Beauty: Live at the Fillmore West
- 1977 – In Paris Festival International de Jazz
- 1982 – We Want Miles
- 1987 – Greek Theatre ’88
- 1993 – Miles & Quincy Live at Montreux
- 1993 – Miles! Miles! Miles!
- 1993 – Live in Zurich
- 1993 – Miles Festiva de Juan Pins
- 1994 – Live at Newport 1958 & 1963
- 1996 – Live Around the World
- 1998 – Miles Davis at Carnegie Hall: Complete
- 2000 – Chasin' the Bird
- 2000 – Complete Birdland Recordings
- 2001 – Live at the Fillmore East, March 7, 1970: It's About That Time
- 2002 – The Complete Miles Davis at Montreux
- 2003 – In Person: Friday and Saturday Nights at the Blackhawk, Complete
- 2004 – Birdland 1951
- 2005 – Munich Concert
- 2005 – Amsterdam Concert
- 2006 – Winter in Europe 1967
- 2007 – Live at the 1963 Monterey Jazz Festival
- 2007 – Isle of Wight Concert
- 2008 – Live in Poland 1983
- 2010 – Warsaw Concert 1983
- 2011 – Bitches Brew Live